# 48. sydlige breddekreds
Den 48. sydlige breddekreds (eller 48 grader sydlig bredde) er en breddekreds, der ligger 48 grader syd for ækvator. Den løber gennem Atlanterhavet, det Indiske Ocean, Stillehavet og Sydamerika.